# Дубровка (деревня, Дубровский район)
Дубро́вка — деревня в Ду́бровском районе Брянской области, в составе Ду́бровского городского поселения.

## География
Расположена в 2 км к югу от одноимённого посёлка городского типа (районного центра).
Эта деревня, давшая название железнодорожной станции и выросшему при ней райцентру, известна с XVIII века; входила в Брянский уезд (с 1861 — в составе Алешинской волости, в 1924—1929 в Дубровской волости). С 1930-х гг. по 2005 относилась к Давыдченскому сельсовету. В 1964 году к деревне присоединены посёлки Тютчевка и Потемщина.

## Население
| 2010 | 2013 |
| ---- | ---- |
| 21   | ↘18  |